# Уэймут (Массачусетс)
Уэймут (англ. Weymouth; устар. Веймут) — город в округе Норфолк в штате Массачусетс в  Соединённых Штатах Америки. Это один из 13 муниципалитетов в штате, имеющих городскую форму правления, но сохраняющих «town of» в своих официальных названиях. Он назван в честь прибрежного города Уэймута в графстве Дорсет в Юго-Западной Англии и является вторым старейшим поселением в Массачусетсе, уступая только Плимуту. 
По переписи 2020 года общая численность населения Уэймута составляла 57 437 человек. Уровень преступности в нём составлял 12,42 на 1000 жителей.
Это один из самых доступных городов Южного побережья, в близкой доступности от Бостона, предлагая автобусное и железнодорожное сообщение под патронажем Транспортного управления залива Массачусетс (MBTA). Популярностью пользуется городской пляж.